# Berliner Parks und Grünanlagen

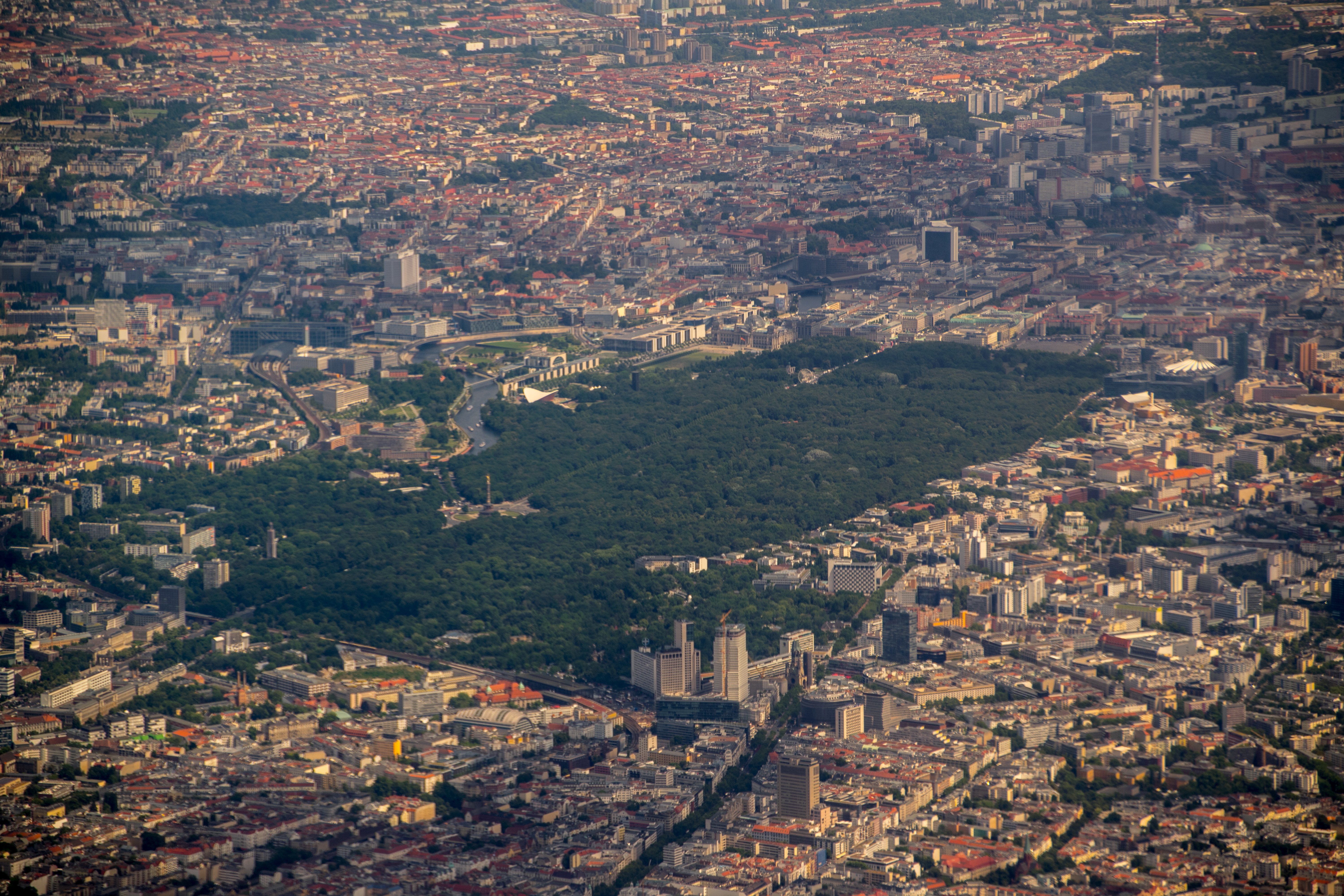
Der Große Tiergarten im Luftbild (2016)

Die Liste Berliner Parks, Grün- und Erholungsanlagen ist eine Zusammenstellung von gewidmeten öffentlichen Parks, geschützten Grün- und Erholungsanlagen sowie großer Freizeiteinrichtungen, die einer besonderen Außenwahrnehmung/-wirkung entsprechen.
Die Übersicht ist nach den zwölf Berliner Bezirken gegliedert und strebt keine Vollständigkeit an. Die Senatsliste weist mehr als 2000 entsprechende Anlagen aus.
Die erste öffentliche Grünanlage in Berlin war der Lustgarten, der im 16. Jahrhundert eingerichtet wurde. Mit der Einrichtung des Großen Tiergartens Mitte des 18. Jahrhunderts entstand eine der eindrucksvollsten Grünflächen in der Berliner Kernstadt.

## Kriterien

Kennzeichnung von geschützten Grünanlagen

Anfang des 20. Jahrhunderts wuchs die Erkenntnis in Berlin, dass Gärten, Parks und grüne Plätze wichtige Lungen der Großstadt sind, also eine große Bedeutung für die Gesunderhaltung der Bewohner haben.
Grundlage für die Aufnahme in diese Liste ist das am 24. November 1997 vom Berliner Senat beschlossene Gesetz zum Schutz, zur Pflege und zur Entwicklung der öffentlichen Grün- und Erholungsanlagen (Grünanlagengesetz – GrünanlG) in der Fassung von 2004 mit folgenden wichtigen Passagen:
- § 1, Abs. 1 Satz 2: „Öffentliche Grün- und Erholungsanlagen im Sinne dieses Gesetzes sind alle gärtnerisch gestalteten Anlagen, Spielplätze, Freiflächen, waldähnlichen oder naturnahen Flächen, Plätze und Wege, die entweder der Erholung der Bevölkerung dienen oder für das Stadtbild oder die Umwelt von Bedeutung sind und dem jeweiligen Zweck nach den folgenden Vorschriften gewidmet sind.“
- § 2, Abs. 1: „Eine Anlage im Sinne des § 1 Abs. 1 erhält die Eigenschaft als öffentliche Grün- und Erholungsanlage durch Widmung.“
- § 3: „Die Bezirksämter haben ein Verzeichnis der öffentlichen Grün- und Erholungsanlagen zu führen, das die Lage und Grenzen bezeichnet. […] Das Verzeichnis kann von jedermann eingesehen werden.“
- Die verzeichneten Daten fließen […] in den beim Geoportal des Landes Berlin (FIS-Broker) abrufbaren Grünanlagenbestand ein. Auch im FIS-Broker gibt es in der detaillierten Sachdatenanzeige kein Unterscheidungsmerkmal, das Parks klassifiziert, denn allesamt werden der Art „Grünanlage“ zugeordnet (nicht jedoch Straßengrün).
- § 3, Abs. 3: Die im Verzeichnis ausgewiesenen Flächen werden mit dem amtlichen Berliner Schild für geschützte Grünanlagen (Tulpenschild) einheitlich gekennzeichnet.

Die nach dieser Definition zusammengetragenen Angaben können zu Überschneidungen mit der Liste der Straßen und Plätze in Berlin führen. Sie grenzt dagegen reine Verkehrsplätze, Friedhöfe, Freibäder und Sportplätze deutlich ab.

## Übersicht
Die sortierbare Tabelle ist nach den Ortsteilen und den Bezirken alphabetisch vorsortiert und stellt eine Auswahl der relevanten Anlagen dar.
| Name/Lage                                                         | Bezirk                                         | Ortsteil                       | Größe in ha | Datierung (angelegt / eröffnet) | Kurze Anmerkungen |
| ----------------------------------------------------------------- | ---------------------------------------------- | ------------------------------ | ----------- | ------------------------------- | --- |
| Lietzenseepark (Lage)                                             | Charlottenburg-Wilmersdorf                     | Charlottenburg                 | 10          | ab 1899                         | Gartendenkmal |
| Margarete-und-Arthur-Eloesser-Park (Lage)                         | Charlottenburg-Wilmersdorf                     | Charlottenburg                 | 0,5         | 2008                            | |
| Mierendorffplatz (Lage)                                           | Charlottenburg-Wilmersdorf                     | Charlottenburg                 | 0,9         | 1912–1913                       | Gartendenkmal, Umbau 1950–1951, 1979; Entwurf von Erwin Barth |
| Österreichpark (Lage)                                             | Charlottenburg-Wilmersdorf                     | Charlottenburg                 | 0,3         | 2013                            | |
| Savignyplatz (Lage)                                               | Charlottenburg-Wilmersdorf                     | Charlottenburg                 | 0,5         | 1892                            | Gartendenkmal, Neugestaltung 1926 durch Erwin Barth, Restaurierung 1985–1986 |
| Schlosspark Charlottenburg (Lage)                                 | Charlottenburg-Wilmersdorf                     | Charlottenburg                 | 55          | 1697                            | Gartendenkmal |
| Schustehruspark (Lage)                                            | Charlottenburg-Wilmersdorf                     | Charlottenburg                 | 1,0         | 1882                            | Gartendenkmal, 1914 umgebaut und öffentlich gewidmet |
| Volkspark Jungfernheide (Lage)                                    | Charlottenburg-Wilmersdorf                     | Charlottenburg-Nord            | 200         | 1920–1926                       | Gartendenkmal |
| Friedenthalpark (Lage)                                            | Charlottenburg-Wilmersdorf                     | Grunewald                      | 2,9         |                                 | |
| Messelpark (Lage)                                                 | Charlottenburg-Wilmersdorf                     | Schmargendorf                  | 3,2         |                                 | |
| Georg-Kolbe-Hain (Lage)                                           | Charlottenburg-Wilmersdorf                     | Westend                        | 2,7         | 1921                            | Gartendenkmal |
| Ruhwaldpark (Lage)                                                | Charlottenburg-Wilmersdorf                     | Westend                        | 10,2        | 1867–1868                       | Gartendenkmal, ab 1937 umgebaut |
| Gerhart-Hauptmann-Anlage (Lage)                                   | Charlottenburg-Wilmersdorf                     | Wilmersdorf                    | 0,8         |                                 | |
| Preußenpark (Lage)                                                | Charlottenburg-Wilmersdorf                     | Wilmersdorf                    | 5,5         | 1904                            | |
| Schoelerpark (Lage)                                               | Charlottenburg-Wilmersdorf                     | Wilmersdorf                    | 0,5         | 1931                            | |
| Volkspark Wilmersdorf (Lage)                                      | Charlottenburg-Wilmersdorf                     | Wilmersdorf                    | 12,3        | 1912–1914                       | Gartendenkmal |
| East-Side-Park (Lage)                                             | Friedrichshain-Kreuzberg                       | Friedrichshain                 | 1,6         | 2006–2009                       | |
| Park an der Spree (Lage)                                          | Friedrichshain-Kreuzberg                       | Friedrichshain                 | 2           |                                 | |
| Siegfried-Hirschmann-Park (Lage)                                  | Friedrichshain-Kreuzberg                       | Friedrichshain                 | 0,6         | 2017–2019                       | |
| Volkspark Friedrichshain (Lage)                                   | Friedrichshain-Kreuzberg                       | Friedrichshain                 | 49          | 1846–1848                       | Gartendenkmal |
| Wriezener Park (Lage)                                             | Friedrichshain-Kreuzberg                       | Friedrichshain                 |             | 2019                            | |
| Elise-Tilse-Park (Lage)                                           | Friedrichshain-Kreuzberg                       | Kreuzberg                      | 2,8         | 2006–2007                       | |
| Görlitzer Park (Lage)                                             | Friedrichshain-Kreuzberg                       | Kreuzberg                      | 14          | um 1987                         | |
| Markgrafenpark (Lage)                                             | Friedrichshain-Kreuzberg                       | Kreuzberg                      | 0,5         | 2006                            | |
| Mendelssohn-Bartholdy-Park (Lage)                                 | Friedrichshain-Kreuzberg                       | Kreuzberg                      | 1,9         | 1960–1967                       | |
| Park am Gleisdreieck (Ostpark, Westpark, Flaschenhalspark) (Lage) | Friedrichshain-Kreuzberg, Tempelhof-Schöneberg | Kreuzberg, Schöneberg          | 31,5        |                                 | |
| Theodor-Wolff-Park (Lage)                                         | Friedrichshain-Kreuzberg                       | Kreuzberg                      | 2           | 1984                            | |
| Viktoriapark (Lage)                                               | Friedrichshain-Kreuzberg                       | Kreuzberg                      | 13          | 1821                            | Gartendenkmal |
| Oberseepark (Lage)                                                | Lichtenberg                                    | Alt-Hohenschönhausen           | 5,5         | 1912                            | |
| Quartierspark Hauptstraße (Lage)                                  | Lichtenberg                                    | Alt-Hohenschönhausen           | 0,48        | 2006                            | |
| Orankesee-Park (Lage)                                             | Lichtenberg                                    | Alt-Hohenschönhausen           | 6           | 1913                            | |
| Gutspark Falkenberg (Lage)                                        | Lichtenberg                                    | Falkenberg                     | 3           | um 1350                         | |
| Fennpfuhlpark (Lage)                                              | Lichtenberg                                    | Fennpfuhl                      | 14          | um 1975                         | |
| Quartierspark Altenhofer Dreieck (Lage)                           | Lichtenberg                                    | Fennpfuhl                      | 1,56        | 2006                            | |
| Rudolf-Seiffert-Park (Lage)                                       | Lichtenberg                                    | Fennpfuhl                      | 1,4         | nach 1975                       | 2025 neugestaltet |
| Quartierspark Mellenseestraße (Lage)                              | Lichtenberg                                    | Friedrichsfelde                | 1,4         | 2009                            | |
| Quartierspark Rosenfelder Ring (Lage)                             | Lichtenberg                                    | Friedrichsfelde                | 1,4         | 2011                            | |
| Quartierspark Gensinger Straße (Lage)                             | Lichtenberg                                    | Friedrichsfelde                |             | 2012                            | |
| Schlosspark Friedrichsfelde (Lage)                                | Lichtenberg                                    | Friedrichsfelde                | 160         | 1686                            | Gartendenkmal, Umbau 1767, nach 1822; Entwurf von Johann Arnold Nering, Peter Joseph Lenné; zwischen 1950 und 1955 zum Tierpark Berlin umgestaltet                                                                                             |
| Zamenhofpark (Lage)                                               | Lichtenberg                                    | Friedrichsfelde                | 0,2         | 2009                            | |
| Gutspark Lichtenberg (Lage)                                       | Lichtenberg                                    | Lichtenberg                    | 2           | nach 1945                       | |
| Landschaftspark Herzberge (Lage)                                  | Lichtenberg                                    | Lichtenberg                    | 100         | um 1890                         | |
| Nibelungenpark (Lage)                                             | Lichtenberg                                    | Lichtenberg                    | 5,3         | 2014                            | |
| Rathauspark Lichtenberg (Lage)                                    | Lichtenberg                                    | Lichtenberg                    | 2           | 1923                            | |
| Stadtpark Lichtenberg (Lage)                                      | Lichtenberg                                    | Lichtenberg                    | 5,3         | 1907–1910                       | |
| Rheinsteinpark (Lage)                                             | Lichtenberg                                    | Karlshorst                     | 1,6         | um 1938                         | |
| Seepark (Lage)                                                    | Lichtenberg                                    | Karlshorst                     | 2           | 1913                            | |
| Volkspark Malchower See (Lage)                                    | Lichtenberg                                    | Malchow                        |             | 1998                            | |
| Quartierspark Warnitzer Bogen (Lage)                              | Lichtenberg                                    | Neu-Hohenschönhausen           | 3,2         | 2007                            | |
| Quartierspark Neubrandenburger Straße (Lage)                      | Lichtenberg                                    | Neu-Hohenschönhausen           | 2,5         | 2009                            | |
| Quartierspark Randowstraße (Lage)                                 | Lichtenberg                                    | Neu-Hohenschönhausen           | 14          | 2005–2007                       | |
| Wustrower Park (Lage)                                             | Lichtenberg                                    | Neu-Hohenschönhausen           | 4,2         |                                 | |
| Blockpark (Lage)                                                  | Lichtenberg                                    | Rummelsburg                    | 0,7         | 2009                            | |
| Quartierspark Pfarrstraße/Türrschmidtstraße (Lage)                | Lichtenberg                                    | Rummelsburg                    |             |                                 | |
| Landschaftspark Wartenberger Feldmark (Lage)                      | Lichtenberg                                    | Wartenberg                     | 21          | ab 2001                         | |
| Landschaftspark Wuhletal (Lage)                                   | Marzahn-Hellersdorf                            | Biesdorf                       |             |                                 | |
| Schlosspark Biesdorf (Lage)                                       | Marzahn-Hellersdorf                            | Biesdorf                       | 14          | 1868                            | Gartendenkmal |
| Stadtgarten Biesdorf (Lage)                                       | Marzahn-Hellersdorf                            | Biesdorf                       | 2,3         | 2004–2005                       | |
| Stadtpark Biesdorf (Lage)                                         | Marzahn-Hellersdorf                            | Biesdorf                       |             |                                 | |
| Kienbergpark (Lage)                                               | Marzahn-Hellersdorf                            | Marzahn, Hellersdorf           |             | 1996                            | 2017 wurde der Jelena-Šantić-Friedenspark einbezogen |
| Jelena-Santic-Friedenspark (Lage)                                 | Marzahn-Hellersdorf                            | Hellersdorf                    | 9           | 2003                            | vor der Benennung ab 1996 Rohrbruchpark; seit 2017 Bestandteil des Kienbergparks |
| Kurt-Julius-Goldstein-Park (Lage)                                 | Marzahn-Hellersdorf                            | Hellersdorf                    | 3,5         | 2010                            | |
| Mascha-Kaléko-Park (Lage)                                         | Marzahn-Hellersdorf                            | Hellersdorf                    |             | 2006                            | |
| Regine-Hildebrandt-Park (Lage)                                    | Marzahn-Hellersdorf                            | Hellersdorf                    | 2,7         | ab 2007                         | |
| Teupitzer Park (Lage)                                             | Marzahn-Hellersdorf                            | Hellersdorf                    | 1,3         | 1992                            | |
| Gutspark Mahlsdorf (Lage)                                         | Marzahn-Hellersdorf                            | Mahlsdorf                      | 1,7         |                                 | Gartendenkmal |
| Waldowpark (Lage)                                                 | Marzahn-Hellersdorf                            | Mahlsdorf                      | 2,6         |                                 | |
| Bürgerpark Marzahn (Lage)                                         | Marzahn-Hellersdorf                            | Marzahn                        | 9           | 1992                            | |
| Clara-Zetkin-Park (Lage)                                          | Marzahn-Hellersdorf                            | Marzahn                        | 1,8         | 1987                            | |
| Eichepark (Lage)                                                  | Marzahn-Hellersdorf                            | Marzahn                        | 35          | 1994                            | |
| Gärten der Welt (Lage)                                            | Marzahn-Hellersdorf                            | Marzahn                        | 43          | 9. Mai 1987                     | |
| Heinz-Graffunder-Park (Lage)                                      | Marzahn-Hellersdorf                            | Marzahn                        |             | vor 1980                        | Mitte bis Ende 1970er Jahre angelegt |
| Hochzeitspark (Lage)                                              | Marzahn-Hellersdorf                            | Marzahn                        | 2           | 2007                            | |
| Kiezpark Fortuna (Lage)                                           | Marzahn-Hellersdorf                            | Marzahn                        | 11          | 2011–2012                       | |
| Park am Weidengrund (Lage)                                        | Marzahn-Hellersdorf                            | Marzahn                        | 2           | Mai 1998                        | |
| Seelgrabenpark (Lage)                                             | Marzahn-Hellersdorf                            | Marzahn                        |             |                                 | |
| Springpfuhlpark (Lage)                                            | Marzahn-Hellersdorf                            | Marzahn                        | 23          |                                 | |
| Wiesenpark (Lage)                                                 | Marzahn-Hellersdorf                            | Marzahn                        | 23          | 1996–1997                       | |
| Volkspark Humboldthain (Lage)                                     | Mitte                                          | Gesundbrunnen                  | 29          | 1869–1876                       | Gartendenkmal |
| Agnes-Sorma-Park (Lage)                                           | Mitte                                          | Mitte                          |             | 2. Mai 2021                     | zwischen Reinhardtstraße und Schumannstraße gelegen, auf der Nordostecke unterbrochen von der Studentenmensa Reinhardtstraße, angelegt auf einem ehemaligen namenlosen Parkplatz, Namensgebung nach der Schauspielerin Agnes Sorma (1862–1927) |
| Heinrich-Zille-Park (Lage)                                        | Mitte                                          | Mitte                          | 0,6         | um 1948                         | |
| Invalidenpark (Lage)                                              | Mitte                                          | Mitte                          | 2,5         | 1843                            | |
| Jacob-Teitel-Park (Lage)                                          | Mitte                                          | Mitte                          |             | 4. Juni 2021                    | |
| James-Simon-Park (Lage)                                           | Mitte                                          | Mitte                          | 1,3         | 23. Mai 2007                    | |
| Köllnischer Park (Lage)                                           | Mitte                                          | Mitte                          | 1           | um 1700                         | |
| Krausnickpark (Lage)                                              | Mitte                                          | Mitte                          | 0,2         | um 1890                         | |
| Luisenstädtischer Kirchpark (Lage)                                | Mitte                                          | Mitte                          | 2           | 2002                            | |
| Lustgarten (Lage)                                                 | Mitte                                          | Mitte                          | 2           | 1471                            | |
| Monbijoupark (Lage)                                               | Mitte                                          | Mitte                          | 3           |                                 | |
| Nordhafenpark (Lage)                                              | Mitte                                          | Mitte, Moabit, Wedding         | 5,5         | 1952–1954                       | Neugestaltung 2008/2009, 2015/2016, 2017 |
| Park auf dem Nordbahnhof (Lage)                                   | Mitte                                          | Mitte                          | 5,5         |                                 | |
| Parks auf dem Friedrichswerder (zwei Parks) (Lage)                | Mitte                                          | Mitte                          | 1,1         | 2007–2008                       | mit Spindlerbrunnen |
| Südpankepark (Lage)                                               | Mitte                                          | Mitte                          | 0,9         |                                 | |
| Volkspark am Weinbergsweg (Lage)                                  | Mitte                                          | Mitte                          | 4           | 1954–1958                       | Gartendenkmal |
| Carl-von-Ossietzky-Park (Lage)                                    | Mitte                                          | Moabit                         |             | 1965                            | |
| Essener Park (Lage)                                               | Mitte                                          | Moabit                         | 0,4         |                                 | |
| Fritz-Schloß-Park (Lage)                                          | Mitte                                          | Moabit                         | 12          | 1955                            | |
| Geschichtspark Moabit (Lage)                                      | Mitte                                          | Moabit                         | 3,1         | 2006                            | |
| Park auf dem Moabiter Werder (Lage)                               | Mitte                                          | Moabit                         | 5           |                                 | |
| Präsidentendreieck (Lage)                                         | Mitte                                          | Moabit                         | 2           |                                 | |
| ULAP-Park (Lage)                                                  | Mitte                                          | Moabit                         | 1,4         |                                 | |
| Forum und Platz der Republik (Lage)                               | Mitte                                          | Tiergarten                     | 4,2         | 1999–2002                       | Entwurf des Landschaftsarchitekturbüros Lützow 7, der im Jahr 1996/1997 einen Wettbewerb zur Neugestaltung des Parlaments- und Regierungsviertels gewann                                                                                       |
| Großer Tiergarten (Lage)                                          | Mitte                                          | Tiergarten                     | 210         | nach 1400                       | Gartendenkmal, nach 1742 mehrfach umgebaut |
| Schlosspark Bellevue (Lage)                                       | Mitte                                          | Tiergarten                     | 9,3         | nach 1746                       | Gartendenkmal, nach 1800 mehrfach umgebaut |
| Henriette-Herz-Park (Lage)                                        | Mitte                                          | Tiergarten                     | 14          | 2002                            | |
| Kleiner Tiergarten (inkl. Ottopark) (Lage)                        | Mitte                                          | Tiergarten                     | 7           | ab 1655                         | Gartendenkmal |
| Spreebogenpark (Lage)                                             | Mitte                                          | Tiergarten                     | 6           |                                 | |
| Tilla-Durieux-Park (Lage)                                         | Mitte                                          | Tiergarten                     | 15          | 2003                            | |
| Zoologischer Garten (Lage)                                        | Mitte                                          | Tiergarten                     | 35          |                                 | |
| Goethepark (Lage)                                                 | Mitte                                          | Wedding                        | 37          |                                 | |
| Schillerpark (Lage)                                               | Mitte                                          | Wedding                        | 29          | 1909–1913                       | Gartendenkmal |
| Sprengelpark (Lage)                                               | Mitte                                          | Wedding                        | 5,5         |                                 | |
| Volkspark Rehberge (Lage)                                         | Mitte                                          | Wedding                        | 78          |                                 | Gartendenkmal |
| Park Am Vogelwäldchen (Lage)                                      | Neukölln                                       | Britz                          | 11,7        | 2010                            | im Zusammenhang mit dem Bau des Flughafens Berlin Brandenburg angelegt |
| Carl-Weder-Park (Lage)                                            | Neukölln                                       | Britz                          | 6,6         | 2000                            | |
| Britzer Garten (Lage)                                             | Neukölln                                       | Britz                          | 90          | S                               | im Rahmen der Bundesgartenschau 1985 angelegt |
| Gutspark Britz (Lage)                                             | Neukölln                                       | Britz                          | 1,8         |                                 | |
| Park am Buschkrug (Lage)                                          | Neukölln                                       | Britz                          | 7,9         |                                 | |
| Anita-Berber-Park (Lage)                                          | Neukölln                                       | Neukölln                       | 6,5         | 2017                            | |
| Körnerpark (Lage)                                                 | Neukölln                                       | Neukölln                       | 4           | 1912–1916                       | Gartendenkmal |
| Volkspark Hasenheide (Lage)                                       | Neukölln                                       | Neukölln                       | 50          |                                 | |
| Werner-Seelenbinder-Sportpark (Lage)                              | Neukölln                                       | Neukölln                       | 43          | 1928                            | |
| Von-der-Schulenburg-Park (Lage)                                   | Neukölln                                       | Neukölln                       | 5           | 1919                            | Gartendenkmal |
| Südpark (Lage)                                                    | Neukölln                                       | Rudow                          | 8,9         | 2002                            | |
| Botanischer Volkspark Blankenfelde-Pankow (Lage)                  | Pankow                                         | Blankenfelde                   | 34          | 1909–1929                       | Gartendenkmal |
| Schlosspark Buch (Lage)                                           | Pankow                                         | Buch                           | 13          | 1670–1672                       | Gartendenkmal, seit 1907 öffentlich |
| Viktoriapark (Lage)                                               | Pankow                                         | Französisch Buchholz           |             |                                 | |
| Brosepark (Lage)                                                  | Pankow                                         | Niederschönhausen              | 4           |                                 | |
| Schlosspark Schönhausen (Lage)                                    | Pankow                                         | Niederschönhausen              |             | nach 1664                       | Gartendenkmal |
| Volkspark Schönholzer Heide (Lage)                                | Pankow                                         | Niederschönhausen              | 35          | 1753                            | Gartendenkmal |
| Amalienpark (Lage)                                                | Pankow                                         | Pankow                         | 0,3         | 1897                            | |
| Bleichröderpark (Lage)                                            | Pankow                                         | Pankow                         | 1,1         | 2002–2003                       | |
| Bürgerpark Pankow (Lage)                                          | Pankow                                         | Pankow                         | 12          |                                 | |
| Blankensteinpark (Lage)                                           | Pankow                                         | Prenzlauer Berg                | 5,1         | 2004–2005                       | |
| Einsteinpark (Lage)                                               | Pankow                                         | Prenzlauer Berg                | 1,4         | 1998                            | |
| Erich-Weinert-Park (Lage)                                         | Pankow                                         | Prenzlauer Berg                |             |                                 | |
| Ernst-Thälmann-Park (Lage)                                        | Pankow                                         | Prenzlauer Berg                | 25          |                                 | |
| Friedhofspark Pappelallee (Lage)                                  | Pankow                                         | Prenzlauer Berg                |             | 1990–1995                       | |
| Hausburgpark (Lage)                                               | Pankow                                         | Prenzlauer Berg                | 12          | 2003                            | |
| Leise-Park (Lage)                                                 | Pankow                                         | Prenzlauer Berg                | 1,6         |                                 | |
| Mauerpark (Lage)                                                  | Pankow                                         | Prenzlauer Berg                | 8           |                                 | |
| Volkspark Anton Saefkow (Lage)                                    | Pankow                                         | Prenzlauer Berg                |             |                                 | |
| Volkspark Prenzlauer Berg (Lage)                                  | Pankow                                         | Prenzlauer Berg                | 29          |                                 | |
| Jürgen-Kuczynski-Park (Lage)                                      | Pankow                                         | Weißensee                      | 1           | 1910                            | Gartendenkmal, Entwurf von Carl James Bühring |
| Park am Weißen See (Lage)                                         | Pankow                                         | Weißensee                      | 2,1         |                                 | |
| Volkspark Fauler See (Lage)                                       | Pankow                                         | Weißensee                      | 24,2        | 1933                            | Im Straßenverzeichnis als N°49929 unter Pankow, Ortsteil Weißensee. Der See umfasst 3,6 ha. |
| Werner-Klemke-Park (Lage)                                         | Pankow                                         | Weißensee                      |             | 2017                            | |
| Ludolfingerplatz (Lage)                                           | Reinickendorf                                  | Frohnau                        | 0,6         | 1910–1912                       | Gartendenkmal (gemeinsam mit u. a. Zeltinger Platz), Entwurf der Sozietät von Josef Brix und Felix Genzmer, Ausführung durch Ludwig Lesser |
| Ludwig-Lesser-Park (Lage)                                         | Reinickendorf                                  | Frohnau                        | 6,3         | um 1908                         | angelegt von und benannt nach Ludwig Lesser |
| Zeltinger Platz (Lage)                                            | Reinickendorf                                  | Frohnau                        | 0,9         | 1910–1912                       | Gartendenkmal (gemeinsam mit u. a. Ludolfingerplatz), Ausführung durch Ludwig Lesser/> |
| Freizeitpark Lübars (Lage)                                        | Reinickendorf                                  | Lübars                         | 40          |                                 | |
| Kienhorstpark (Lage)                                              | Reinickendorf                                  | Reinickendorf                  | 12,8        | 1931–1932                       | Gartendenkmal |
| Schäferseepark (Lage)                                             | Reinickendorf                                  | Reinickendorf                  | 10,5        | 1922–1928                       | |
| Schlosspark Tegel (Lage)                                          | Reinickendorf                                  | Tegel                          |             |                                 | Gartendenkmal |
| Steinbergpark (Lage)                                              | Reinickendorf                                  | Waidmannslust, Wittenau, Tegel | 35          | 1924–1933                       | Gartendenkmal |
| Maselakepark (Lage)                                               | Spandau                                        | Hakenfelde                     | 4,3         | 2006–2007                       | |
| Gutspark Neukladow (Lage)                                         | Spandau                                        | Kladow                         |             | 1909–1912                       | Gartendenkmal, Entwurf von Paul Schultze-Naumburg |
| Spektegrünzug (Lage)                                              | Spandau                                        | Spandau                        | 85          | 1974–1998                       | in mehreren Abschnitten angelegt |
| Wröhmännerpark (Lage)                                             | Spandau                                        | Spandau                        | 3           |                                 | |
| Gutspark Amalienhof (Lage)                                        | Spandau                                        | Staaken                        |             | 1865–1870                       | Gartendenkmal |
| Südpark Spandau (Lage)                                            | Spandau                                        | Wilhelmstadt                   |             |                                 | |
| Dreipfuhlpark (Lage)                                              | Steglitz-Zehlendorf                            | Dahlem                         | 6,0         | 1935–1939                       | Gartendenkmal, Entwurf von Max Dietrich, umgeben von der denkmalgeschützten Wohnsiedlung Am Dreipfuhl |
| Thielpark (Lage)                                                  | Steglitz-Zehlendorf                            | Dahlem                         | 10,2        | 1912–1915                       | Gartendenkmal (mit Triestpark) |
| Triestpark (Lage)                                                 | Steglitz-Zehlendorf                            | Dahlem                         |             | 1912–1915                       | Gartendenkmal (mit Thielpark) |
| Bernkastler Platz (Lage)                                          | Steglitz-Zehlendorf                            | Lankwitz                       | 1,8         | 1910                            | Gartendenkmal |
| Gemeindepark Lankwitz (Lage)                                      | Steglitz-Zehlendorf                            | Lankwitz                       | 10,3        | 1910–1912                       | Gartendenkmal, Entwurf von Carl Rimann |
| Park des Herrenhauses Correns (Siemensvilla) (Lage)               | Steglitz-Zehlendorf                            | Lankwitz                       | 2,7         | 1913–1916                       | Gartendenkmal, Entwurf von Carl Rimann |
| Botanischer Garten Berlin (Lage)                                  | Steglitz-Zehlendorf                            | Lichterfelde                   | 43          | 1898–1910                       | Gartendenkmal |
| Lilienthalpark (Lage)                                             | Steglitz-Zehlendorf                            | Lichterfelde                   | 8,6         | 1894                            | Gartendenkmal |
| Schlosspark Lichterfelde (Lage)                                   | Steglitz-Zehlendorf                            | Lichterfelde                   | 5,7         | 1867                            | zuzüglich des 2,6 ha großen Naturschutzgebiets (NSG Schlosspark Lichterfelde) |
| Bäkepark (Lage)                                                   | Steglitz-Zehlendorf                            | Steglitz                       | 8,7         |                                 | |
| Charkiw-Park (Lage)                                               | Steglitz-Zehlendorf                            | Steglitz                       |             | 2022                            | |
| Harry-Bresslau-Park (Lage)                                        | Steglitz-Zehlendorf                            | Steglitz                       | 1,6         |                                 | Namenszusatz: Treitschkepark |
| Stadtpark Steglitz (Lage)                                         | Steglitz-Zehlendorf                            | Steglitz                       | 17          | 1912–1914                       | Gartendenkmal |
| Glienicker Park (Lage)                                            | Steglitz-Zehlendorf                            | Wannsee                        | 90,1        | ab 1816                         | Gartendenkmal, Entwurf von Peter Joseph Lenné |
| Pfaueninsel (Lage)                                                | Steglitz-Zehlendorf                            | Wannsee                        | 60,6        | nach 1804                       | Gartendenkmal |
| Fischtalpark (Lage)                                               | Steglitz-Zehlendorf                            | Zehlendorf                     | 9,2         | 1925–1929                       | Gartendenkmal, Entwurf von Max Dietrich |
| Heinrich-Laehr-Park (Lage)                                        | Steglitz-Zehlendorf                            | Zehlendorf                     | 27,0        | ab 1853                         | Gartendenkmal |
| Paul-Ernst-Park (Lage)                                            | Steglitz-Zehlendorf                            | Zehlendorf                     | 15,9        |                                 | |
| Schönower Park (Lage)                                             | Steglitz-Zehlendorf                            | Zehlendorf                     | 6,0         |                                 | |
| Lichtenrader Volkspark (Lage)                                     | Tempelhof-Schöneberg                           | Lichtenrade                    | 4,5         |                                 | |
| Volkspark Mariendorf (Lage)                                       | Tempelhof-Schöneberg                           | Mariendorf                     | 13          | 1923–1935                       | Gartendenkmal |
| Freizeitpark Marienfelde (Lage)                                   | Tempelhof-Schöneberg                           | Marienfelde                    | 40          | 1981                            | ehemalige Mülldeponie für Hausmüll (1950–1981) |
| Gutspark Marienfelde (Lage)                                       | Tempelhof-Schöneberg                           | Marienfelde                    | 5           | nach 1844                       | Gartendenkmal |
| Alboinplatz (Lage)                                                | Tempelhof-Schöneberg                           | Schöneberg                     | 4,6         | um 1912                         | Gartendenkmal, Entwurf von Erwin Barth |
| Alice-Salomon-Park (Lage)                                         | Tempelhof-Schöneberg                           | Schöneberg                     | 0,5         | 1972                            | |
| Annedore-Leber-Park (Lage)                                        | Tempelhof-Schöneberg                           | Schöneberg                     |             | 2016                            | |
| Cheruskerpark (Lage)                                              | Tempelhof-Schöneberg                           | Schöneberg                     | 2,0         | 1953                            | Instandsetzung 2005 |
| Dora-Duncker-Park (Lage)                                          | Tempelhof-Schöneberg                           | Schöneberg                     |             | 1. Apr. 2021                    | |
| Hans-Baluschek-Park (Lage)                                        | Tempelhof-Schöneberg                           | Schöneberg                     | 7           | 2002                            | |
| Heinrich-von-Kleist-Park (Lage)                                   | Tempelhof-Schöneberg                           | Schöneberg                     | 6           | 1909–1911                       | Gartendenkmal |
| Heinrich-Lassen-Park (Lage)                                       | Tempelhof-Schöneberg                           | Schöneberg                     | 3,2         | 1953                            | Umbau 2010 |
| Kurt-Hiller-Park (Lage)                                           | Tempelhof-Schöneberg                           | Schöneberg                     |             | 2000                            | |
| Lilli-Flora-Park (Lage)                                           | Tempelhof-Schöneberg                           | Schöneberg                     | 0,1         | S                               | ehemals: Pallaspark |
| Mezitli-Park (Lage)                                               | Tempelhof-Schöneberg                           | Schöneberg                     |             | 2019                            | |
| Natur-Park Schöneberger Südgelände (Lage)                         | Tempelhof-Schöneberg                           | Schöneberg                     | 17,9        |                                 | |
| Nelly-Sachs-Park (Lage)                                           | Tempelhof-Schöneberg                           | Schöneberg                     | 1,6         |                                 | |
| Rudolph-Wilde-Park (Lage)                                         | Tempelhof-Schöneberg                           | Schöneberg                     | 7           | 1909–1912                       | Gartendenkmal |
| Viktoria-Luise-Platz (Lage)                                       | Tempelhof-Schöneberg                           | Schöneberg                     | 0,7         | 1898                            | Gartendenkmal, Erneuerung 1957, denkmalgerechte Wiederherstellung 1979; Entwurf von Fritz Encke |
| Ursula-Mamlok-Park (Lage)                                         | Tempelhof-Schöneberg                           | Schöneberg                     |             | 1. Feb. 2023                    | |
| Alter Park (Lage)                                                 | Tempelhof-Schöneberg                           | Tempelhof                      | 4           | um 1863                         | |
| Bosepark (Lage)                                                   | Tempelhof-Schöneberg                           | Tempelhof                      | 3           | 1914                            | |
| Franckepark (Lage)                                                | Tempelhof-Schöneberg                           | Tempelhof                      | 6           | 1925–1928                       | |
| Lehnepark (Lage)                                                  | Tempelhof-Schöneberg                           | Tempelhof                      | 1,1         | 1890                            | Gartendenkmal |
| Tempelhofer Park (Lage)                                           | Tempelhof-Schöneberg                           | Tempelhof                      | 268,2       |                                 | Widmung als Tempelhofer Freiheit, ehemals Flughafen Tempelhof |
| Coloniapark (Lage)                                                | Treptow-Köpenick                               | Altglienicke                   | 6,1         |                                 | |
| Hangkantenpark (Lage)                                             | Treptow-Köpenick                               | Altglienicke                   |             |                                 | |
| Landschaftspark Rudow-Altglienicke (Lage)                         | Treptow-Köpenick, Neukölln                     | Altglienicke, Rudow            | 64          | 2007–2009                       | |
| Treptower Park (Lage)                                             | Treptow-Köpenick                               | Alt-Treptow                    | 88          | 1876–1888                       | Gartendenkmal |
| Kurpark Friedrichshagen (Lage)                                    | Treptow-Köpenick                               | Friedrichshagen                | 12          | um 1880                         | Gartendenkmal |
| Johannisthaler Park (Lage)                                        | Treptow-Köpenick                               | Johannisthal                   |             |                                 | |
| Landschaftspark Johannisthal/Adlershof (Lage)                     | Treptow-Köpenick                               | Johannisthal                   | 26          |                                 | Kernbereich als Naturschutzgebiet ausgewiesen |
| Bellevuepark (Lage)                                               | Treptow-Köpenick                               | Köpenick                       | 6,1         | 1766                            | Gartendenkmal |
| Ernst-Grube-Park (Lage)                                           | Treptow-Köpenick                               | Köpenick                       | 1,6         |                                 | |
| Luisenhain (Lage)                                                 | Treptow-Köpenick                               | Köpenick                       | 1,3         | 1908                            | |
| Maria-Jankowski-Park (Lage)                                       | Treptow-Köpenick                               | Köpenick                       |             |                                 | |
| Mentzelpark (Lage)                                                | Treptow-Köpenick                               | Köpenick                       | 1,5         | vor 1925                        | |
| Schlosspark Köpenick (Lage)                                       | Treptow-Köpenick                               | Köpenick                       | 2           |                                 | |
| Volkspark Köpenick (Lage)                                         | Treptow-Köpenick                               | Köpenick                       | 6,1         | 1928–1929                       | Gartendenkmal |
| Wuhletalweg (Lage)                                                | Treptow-Köpenick                               | Köpenick                       | 5,7         | 1. Sep. 2022                    | |
| Volkspark Wuhlheide (Lage)                                        | Treptow-Köpenick                               | Oberschöneweide                | 79          | 1924–1932                       | |